# عروسیم حتما بیایی
عروسیم حتما بیایی (به هندی: Shaadi Mein Zaroor Aana) یا در عروسی شرکت کن (به انگلیسی: Do attend the wedding) فیلمی هندی محصول سال ۲۰۱۳ و به کارگردانی راتنا سینها است. در این فیلم بازیگرانی همچون راجکومار رائو و کریتی کارباندا ایفای نقش کرده‌اند.